# Terza linea ala

Graham Mourie, terza ala degli All Blacks negli anni settanta

Il terza linea ala o, abbreviato, terza ala (ingl. flanker, fr. troisième ligne aile) è un ruolo del rugby a 15.
Fa parte degli avanti e corrisponde, come suggerisce il nome, alla terza linea del pacchetto di mischia; in una squadra giocano due terze linee ala, contraddistinte dai numeri 6 e 7, che nella mischia giocano ai lati del terza linea centro, che invece ha il numero 8.
Le terze ali sono i più agili tra gli avanti, dato il loro duplice ruolo. In mischia hanno il compito di tenere compatto il pacchetto, ma sono anche i primi a doversene distaccare quando la palla esce dalla mischia, per cui devono abbinare doti di placcaggio e velocità.
Il numero 6 gioca sul lato della mischia più vicino alla linea di touche, ovvero sul lato chiuso, ed è detto terza linea ala chiusa (in inglese blindside flanker); si lega con un braccio alla seconda linea e con la spalla sotto il gluteo del pilone più vicino alla linea laterale. Ha un importante compito difensivo in mischia chiusa, essendo incaricato di intercettare l'eventuale ripartenza del numero 8 avversario dal lato più stretto del campo. Il numero 6 è di solito il più grosso dei due e può essere usato come terzo saltatore durante le rimesse laterali.
Il numero 7 si trova in una posizione speculare, sul lato del centrocampo, ovvero sul lato aperto, ed è detto di conseguenza terza linea ala aperta (in inglese openside flanker). Di solito il numero 7 tende ad essere quello più leggero, mobile e veloce dei due, addetto a recuperare i palloni durante un placcaggio. L'ala aperta è spesso usata per "caricare" il mediano di apertura avversario, al fine di disturbarlo nel calcio o comunque costringerlo a prendere decisioni più affrettate.
Va notato, infine, che non tutte le squadre dividono le terze linee ala in aperta e chiusa: le squadre francesi sono solite usare un flanker destro e uno sinistro.
I flanker inclusi nell'International Rugby Hall of Fame sono:
- Jean-Pierre Rives
- Jean Prat
- Michael Jones
- Ian Kirkpatrick
- Dave Gallaher
- Lord Wavell Wakefield
- François Pienaar
- Graham Mourie
- Fergus Slattery